# Інтуїціонізм
Інтуїціонізм — сукупність філософських та математичних поглядів, що розглядають математичні судження з позицій інтуїтивної переконливості. Розрізняють два трактування інтуїціонізму: інтуїтивна переконливість, яка не пов'язана з питанням існування об'єктів, і наочна розумова переконливість.
В інтуїціоністській математиці відкидається підхід теорії множин і ряд міркувань класичної логіки. Абстракція потенційної здійсненності, яка використовується в інтуїціоністській математиці, краще співвідноситься з дійсністю, ніж абстракція актуальної нескінченності.

## Інтуїционистська логіка
В інтуїціоністській логіці судження вважається істинним, лише якщо його можна довести. Тобто істинність твердження «Існує об'єкт x, для якого вірно судження A(x)» доводиться побудовою такого об'єкта, а істинність твердження «A або B» доводиться або доказом істинності твердження A, або доказом істинності твердження B. Звідси, зокрема, випливає, що твердження «A або не A» може бути не істинним, а закон виключного третього неприйнятним. Істинним математичним судженням є ряд виконаних побудов ефективного характеру з використанням інтуїціоністської логіки. Ефективність не обов'язково пов'язана з наявністю алгоритму і може залежати від фізичних та історичних чинників, фактичного розв'язання проблем.
Основними об'єктами дослідження інтуїціоністської математики є конструктивні об'єкти: натуральні та раціональні числа, скінченні множини конструктивних об'єктів зі списком елементів, послідовності, що вільно встановлюються (послідовності вибору, кожен член яких може бути ефективно доступним), інтуїціоністські види (властивості, якими можуть володіти об'єкти дослідження). Послідовності, що вільно встановлюються, розрізняють залежно від ступеня інформації, відомої досліднику. Якщо закон формування послідовності відомий повністю, то її називають заданою законом, якщо відомий лише початковий відрізок — беззаконною. Види будуються в ієрархію, коли елементи виду визначаються незалежно від самого виду, що дозволяє уникати антиномії. Види рідко є об'єктами дослідження, більшість результатів інтуїціоністської математики можна отримати без їх використання.

## Інтуїціонізм та інші математичні підходи
У трактуванні теорії множин не робиться розходження між абстрактними об'єктами та об'єктами, існування яких можна підтвердити побудовою. У класичній математиці на нескінченні множини екстраполювали властивості та закони скінченних множин. При цьому не існує способу ефективної побудови об'єктів, що знаходить своє відображення в так званих «теоремах чистого існування». Відсутність можливості побудови не має зв'язку з антиноміями теорії множин та відноситься до всіх розділів математики.
Значний вплив один на одного зробили концепції формалізму та інтуїціонізму. Змістовні критерії метаматематики, необхідні для обґрунтування несуперечності формальних теорій, зазвичай уточнюються в рамках інтуїціонізму. Водночас, ряд результатів інтуїціоністської логіки був отриманий за допомогою формалізації методу.
У широкому трактуванні конструктивний напрям математики можна розглядати як частину інтуїціоністської математики.

## Історичний нарис
Критика теорії множин привела до виникнення двох течій: інтуїціонізму Лейтзена Егберта Яна Брауера і формалізму Давида Гільберта. У 1904 році Л. Е. Я. Бауер піддав розгорнутій критиці ряд концепцій класичної математики. Його увагу привернув статус існування: чи можна потенційно побудувати такі об'єкти дослідження як невимірна множина дійсних чисел, ніде не диференційована функція? Чи можна вважати, що в навколишньому світі існують нескінченні множини об'єктів?
Інтуїціоністська математика в ідеалістичному трактуванні Бауера — це переконливість уявних побудов, не пов'язана питанням існування об'єктів. Інше трактування — це «наочна розумова переконливість найпростіших конструктивних процесів реальної дійсності». Бауер мав заперечення проти формалізації інтуїціонізму.
Аренд Гейтінг сформулював інтуїціоністське числення предикатів і інтуїціоністське арифметичне обчислення, Альфредом Тарським була відкрита топологічна інтерпретація, а Андрієм Миколайовичем Колмогоровим — інтерпретація у вигляді обчислення задач. Розуміння у формі рекурсивної реалізованості було запропоноване Стівеном Коулом Кліні і підтримано науковою школою Андрія Андрійовича Маркова. До 70-х років XX століття було завершено побудову теорії послідовностей, що легко відтворюються.